# Sanbornville
Sanbornville – jednostka osadnicza w Stanach Zjednoczonych, w stanie New Hampshire, w hrabstwie Carroll.